# نادي أهلي بلاطة

## نادي أهلي بلاطة
مقدمة:
نادي أهلي بلاطة ... (الكتيبة الحمراء)، تأسس سنة 1995 في فلسطين - نابلس - بلاطة البلد كانت فكرة تأسيس ناد في هذه القرية تداعب أفكار الشباب الرياضي منذ أمد بعيد إلا أن الوضع السائد في الثمانينات قد حال دون ذلك نتيجة العقبات والصعوبات التي وضعتها سلطات الإحتلال الإسرائيلي في تلك السنوات.
بعد تأسيس السلطة الوطنية الفلسطينية اجتمع مجموعة من الشباب المهتم بالحركة الرياضية في ملتقى بلاطة الثقافي وحولت الفكرة إلى عمل من أجل الإنجاز. حيث أسس أبناء القرية هيئة تأسيسية للنادي. وبدأ العمل على إنجاز فكرة وجود هذا النادي وإخراجه إلى الوجود.
وقد نال النادي الموافقة المبدئية من وزارة الشباب في أواخر عام 1995م وكان للنادي خلال هذه الفترة الوجيزة حضور رياضي متميز في المحافل الرياضية وعلى ساحات الملاعب. فكانت فرقة تنافس وبكفاءة كبيرة كبريات الأندية العريقة في المدينة والمخيمات والقرى وخاصة في لعبتي كرة السلة وكرة القدم.
نادي أهلي بلاطة البلد مؤسسة ومحلية نشيطة في المنطقة الشرقية من مدينة نابلس
هي مؤسسة فلسطينية محلية غير ربحية يديرها ويرعاها نخبة من الكوادر ورجال الأعمال، ان أنشطة نادي أهلي بلاطة تشمل الأعمال المجتمعية والتطوعية والرياضية والثقافية، تأسس نادي أهلي بلاطة البلد عام 1995 بموافقة من وزارة الشباب والرياضة ورقم تسجيل 130، ويغطي نادي أهلي بلاطة البلد المنطقة الجغرافية الشرقية من مدينة نابلس وتشمل: بلاطة البلد، عسكر البلد، شارع عمان، الضاحية، عراق التاية والقرى المجاورة.
ان نادي أهل بلاطة البلد  يهدف من خلال أنشطته المتعددة  إلى تعزيز الفرص لدى للشباب الفلسطيني وذلك  عن طريق تقديم سلسلة من الدورات والندورات التعليمية والانشطة ذات طابع عملي وينفذها متطوعون ومتطوعات يتم من خلالها تأهيلهم لدخول معترك الحياة، كما يقوم النادي على تفعيل الثروة المعرفية وادارتها لدى هذه الفئة من المجتمع وتعزيز قدراته ونشاطاته.
رؤية النادي:
تسعى المؤسسة إلى تسهيل التعاون والتواصل بين القطاع الخاص وقطاع التعليم للمساهمة في تطوير وصقل المهارات لدى الشباب الفلسطيني في حقلي الاقتصاد وإدارة الأعمال، وإعداد جيل من الشباب الفلسطيني القادر على استخدام مهاراته وقدراته لدخول سوق العمل إما كموظفين أو كأرباب عمل.
رسالة النادي:
من خلال التعاون مع مؤسسات الفلسطينية، يقوم نادي أهلي بلاطة البلد بتقديم خطة متكاملة من الانشطة على مدار العام  لتعزيز قدرات الشباب الفلسطيني في خمسة حقول رئيسية، وهي: الرياضة، التطوع، الريادة، الثقافة والمعرفة، الكشافة.
أهداف النادي:
·        خلق جيل شاب ناضج وواعي.
·        تمكين دور أفراد المجتمع المحلي بجميع فئاته من خلال المشاركة الفاعلة في الانشطة.
·        تطوير معرفة الشباب الفلسطيني.
·        المساهمة في خلق روح المبادرة والتطوع.
قيم النادي:
·        الإيمان بقدرات الشباب.
·        الالتزام بالتميز والنزاهة.
·        احترام الإبداعات ووجهات النظر المختلفة لجميع الإفراد.
·        الإيمان بقوة الشراكة وأهمية التعاون.
كيف يعمل نادي أهلي بلاطة البلد:
يقوم نادي أهلي بلاطة البلد بأنشطة عديدة تعزز دور الشباب وأفراد المجتمع، وتتكامل النشاطات باستهاد جميع افئات والاعمار في المجتمع المحلي ويقوم النادي بتنظيم أنشطة للأطفال والطلاب والرجال والنساء وأنشطة ثقافية واجتماعية وصحية وتنموية، تتعد من الانشطة الصحية وانشطة التكريم لأوائل الطلبة وزيارات للمسنين والايام الطبية المجانية والمخيمات الصيفية والكشفية وتجميل البلدة، ومساعدة الطلاب الجامعيين بتقديم قروض حسنة ومنح للطلاب.
أنشطة النادي:
-       صندوق الطالب:
يقوم صندوق الطالب بتقديم منح مجانية للطلاب المحتاجين وقروض حسنة للطلاب ومد يد العون لهم  وهذا الصندوق منفصل مالياً عن مخصصات النادي، ويقوم بتقديم مثل هذه القروض لأكثر من 60 طالباً، ويشرف على الصندوق مجلس أمناء يضم أكثر من 20 شخصاً من الاكاديمين ورجال الأعمال والمشائخ وأصحاب الخبرة.
-       تكريم طلبة العلم وحفظة القران:
يقوم نادي أهلي بلاطة وبشكل سنوي بتكريم الطلبة الناجحين في التوجيهي وخرجيي المعهاد والجامعات ويقوم بتكريم أكثر من 120 طالباً وتقديم الشهاردات والدورع التقديرية لهم، وكما يقوم بتكريم طلاب حفظة القران الكريم.
-       النشاط  الرياضي:
يشمل النشاط الرياضي فريق الأول وهو فريق مدرب يشرف عليه مدربين مهرة ومساعد مدرب ومشرف رياضي وهو فريق حاص على ترتيب الدرجة الثالثة 
فريق البراعم للذكور والإناث (فئة عمرية 13-15 عام) 
فريق الناشئين للفئة العمرية (17-20 عامًا)
-       الكشافة:
يقوم فريق الكشافة التابع لنادي أهلي بلاطة بالعددي من النشاطات الكشفية والمشاركة في العديد من الدورات والفعالية الكشفية المحلية وعلى مستوى المحافظة، 
-       فرقة الدبكة الشعبية:
قام نادي أهلي بلاطة بتشكيل فريق للدبكة الشعبية والتي بدورها تقوم بالمشاركة بالفعاليات الشعبية والوطنية المحلية.
-       فريق نادي أهلي بلاطة التطوعي:
يقوم فريق نادي أهلي بلاطة التطوعي بأنشطة تطوعية تستهدف المجتمع المحلي من خلال التنظيف والتجميل للمنطقة ويتطوع في هذا الفريق أكثر من 50 متطوعاً ومتطوعة. 
-       النشاط النسوي:
يقوم النادي بتقديم دورات للمرأة الفلسطينية تساعد على تمكين دورها ومن هذا الدورات: دورة الصحة والتغذية وغيرهما من الدورات.
تأثير أنشطة نادي أهلي بلاطة  على المجتمع:
·        زيادة انتماء المتطوع للمجتمع.
·        إثراء المعلومات والثقافة العامة لدى المتطوع.
·        صقل مهارة المتطوع من خلال القيام بعملية التدريب.
·        يعمل المتطوع على تطوير نفسه أثناء عملية التدريب لتقديم أداء أفضل.
·        ينعكس تطور المتطوع إيجاباً على المكان الذي يعمل به.

## أعضاء الهيئة الإدارية
| المنصب                          | الاسم                |              |              |
| الجهاز الفني                    | الجهاز الفني         | الجهاز الفني | الجهاز الفني |
| ------------------------------- | -------------------- | ------------ | ------------ |
| مدرب الفريق البراعم لفئة الاناث | رقية سلمان           |              |              |
| المدرب الناشئين                 | علاء دويكات          |              |              |
| مدربا الأشبال                   | عبد القادر سلمان     |              |              |
| المدرب البراعم                  | هيثم عودة            |              |              |
| الجهاز الإداري                  |                      |              |              |
| رئيس النادي                     | م. عبد الناصر دويكات |              |              |
| نائب الرئيس                     | عماد الدين دويكات    |              |              |
| امين السر                       | محمد الاسمر          |              |              |
| العلاقات العامة                 | اياد دويكات          |              |              |
| العلاقات الإجتماعية             | حسن دويكات           |              |              |
| امين الصندوق                    | عصام عزيز            |              |              |
| المشرف الرياضي                  | مراد دويكات          |              |              |
| الناطق الإعلامي                 | حازم الحسن           |              |              |

## رؤساء النادي على مر التاريخ
| الرقم | الاسم       | من   | إلى  |
| ----- | ----------- | ---- | ---- |
| 1     | بدر أمين    | 1995 | 1997 |
| 2     | عباس عيساوي | 1997 | 1999 |
| 3     | زهير جمعة   | 1999 | 2001 |
| 4     | مهند أمين   | 2001 | 2013 |
| 5     | رامي عيساوي | 2013 | 2016 |
|       |             |      |      |

## قائمة الفريق الحالي
ملاحظة: تشير الأعلام إلى المنتخب الوطني على النحو المحدد في قواعد الأهلية للفيفا. قد يحمل اللاعبون أكثر من جنسية واحدة غير تابعة للفيفا.
| الرقم | البلد       | المركز | اللاعب              |
| ----- | ----------- | ------ | ------------------- |
| 1     | دولة فلسطين | حارس   | فادي منير           |
| 2     | دولة فلسطين | مدافع  | --                  |
| 3     | دولة فلسطين | وسط    | عبد الكريم التكروري |
| 4     | دولة فلسطين | مدافع  | حذيفة عيساوي        |
| 5     | دولة فلسطين | مدافع  | حلوم دويكات         |
| 6     | دولة فلسطين | مدافع  | عبد القادر سلمان    |
| 7     | دولة فلسطين | مهاجم  | عبد الله دويكات     |
| 8     | دولة فلسطين | وسط    | محمد الزريقي        |
| 9     | دولة فلسطين | مهاجم  | احمد عويضة          |
| 10    | دولة فلسطين | مهاجم  | محمد أسمر " ماتيوس" |
| 11    | دولة فلسطين | مدافع  | هيثم عودة           |

| الرقم | البلد       | المركز | اللاعب           |
| ----- | ----------- | ------ | ---------------- |
| 12    | دولة فلسطين | مدافع  | عبد الله القطاوي |
| 13    | دولة فلسطين | مدافع  | امين دويكات      |
| 14    | دولة فلسطين | وسط    | ساهر اسمر        |
| 15    | دولة فلسطين | مهاجم  | جهاد أبو جعفر    |
| 16    | دولة فلسطين | وسط    | حمدي دويكات      |
| 17    | دولة فلسطين | وسط    | --               |
| 18    | دولة فلسطين | وسط    | عثمان السميري    |
| 19    | دولة فلسطين | وسط    | بكر التكروري     |
| 20    | دولة فلسطين | مهاجم  | أسامة السحلوب    |
| 21    | دولة فلسطين | وسط    | يوسف عودة        |
| 25    | دولة فلسطين | مدافع  | أبو ضياء         |

## المدربون
| المدرب        | الفترة        | المباريات | المباريات | المباريات | المباريات | المباريات | المباريات | المباريات | المباريات | إنجازات                          |
| المدرب        | الفترة        | ودية      | ودية      | ودية      | ودية      | رسمية     | رسمية     | رسمية     | رسمية     | إنجازات                          |
| المدرب        | الفترة        | لعب       | فوز       | تعادل     | خسارة     | لعب       | فوز       | تعادل     | خسارة     | إنجازات                          |
| ------------- | ------------- | --------- | --------- | --------- | --------- | --------- | --------- | --------- | --------- | -------------------------------- |
| موسى أبو عياش | 2013          | 0         | 0         | 0         | 0         | 0         | 0         | 0         | 0         | لاشيء                            |
| محمد حسن عودة | 2013          | 3         | 3         | 0         | 0         | 7         | 3         | 3         | 0         | المرحلة الثانية من دوري الانتظار |
| وليد مروح     | 2013 إلى الان | 0         | 0         | 0         | 0         | 0         | 0         | 0         | 0         |                                  |

## الألعاب الرياضية الأخرى
لنادي أهلي بلاطة نشاطات رياضية كثيرة، فهو يقوم من وقت إلى آخر بدوريات ودية على مستوى قرية بلاطة البلد وما حولها من قرى ومخيمات في كرة القدم للهواه وكذلك أيضا مباريات ترفيهيه في الكرة الطائرة وكرة الطاولة.

## صورة بانوراما لقرية بلاطة البلد

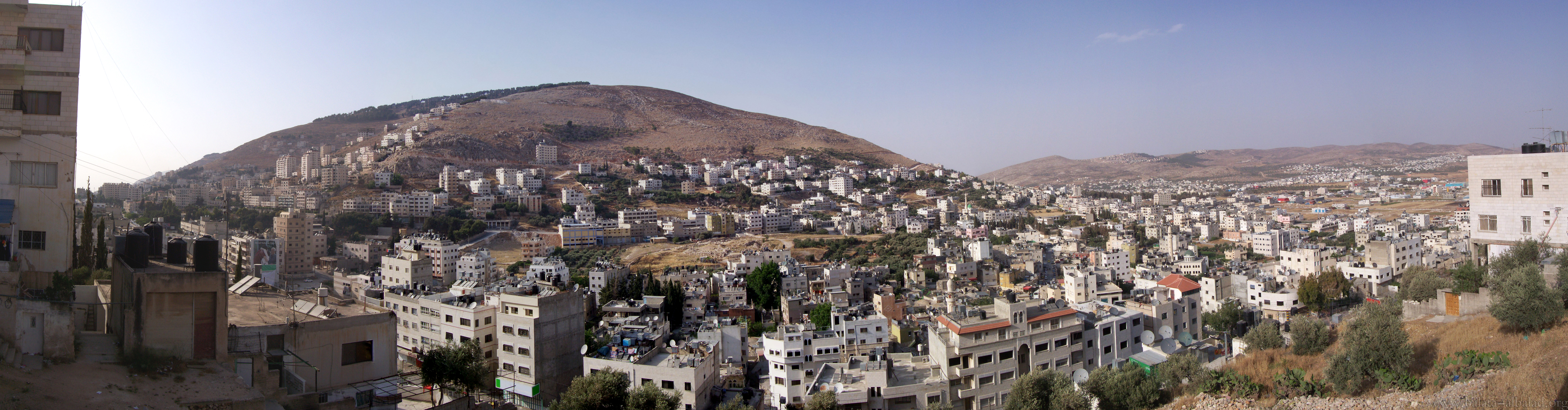
صورة بانوراما لبلاطة البلد

## وصلات خارجية
- موقع كورة

قالب:تشكيلة أهلي بلاطة